# 廖錫竜
廖 錫竜（りょう しゃくりゅう、1940年7月8日 - ）は中華人民共和国の軍人。中国共産党中央委員会委員、党中央軍事委員会委員、国家中央軍事委員会委員、総後勤部部長を務めた。最終階級は上将。

## 経歴
貴州省思南県出身。1959年1月、中国人民解放軍に入隊。1963年2月、中国共産党に入党。陸軍第49師団第145連隊第4中隊に配属され、戦士、副班長、班長を歴任。1966年1月、小隊長、中隊長に任命。1969年、第5中隊長。1971年2月、第11軍第31師団第91連隊作戦訓練股副股長、5月、師団軍務科副科長、作訓科副科長。1978年11月、第91連隊副連隊長。1979年8月、連隊長。
1980年3月 - 1981年8月、解放軍軍事学院基本系で学ぶ。1981年11月、第31師団副師団長。1983年2月、師団長に任命。1984年5月、第11軍副軍長、9月、軍長。1985年6月、成都軍区副司令員。1986年9月 - 12月、国防大学国防研究系で学ぶ。1988年、少将。1993年、中将。1995年7月、成都軍区司令員に任命。2000年、上将。
2002年11月、総後勤部部長に任命されるとともに、11月15日の第16期1中全会において中国共産党中央軍事委員会委員に任命。2003年3月16日、第10期全国人民代表大会第1回会議において中華人民共和国中央軍事委員会委員に任命される。
2007年10月22日、第17期1中全会において党中央軍事委員会委員に再任。2008年3月16日、第11期全人代第1回会議において国家中央軍事委員会委員に再任された。
2012年11月、第18回党大会において中央委員に選出されず、党中央軍事委員会委員を退任。2013年3月、国家中央軍事委員会委員も退任した。
中共第15、16、17期中央委員。